# 謝廷琪
謝庭琪，又作謝廷琪，贵州黔西人，清朝政治人物、同進士出身。
雍正五年（1727年）丁未科特賜進士，后官知縣。